# Суховская (деревня)
Суховская — деревня в Межевском муниципальном округе Костромской области.

## География
Находится в северной части Костромской области на расстоянии приблизительно 2 км на юго-запад по прямой от села Георгиевское, административного центра округа.

## История
Деревня уже фигурировала на карте 1816 года. В 1872 году здесь было учтено 35 дворов, в 1907 году — 68. До 2021 года деревня входила в состав Георгиевского сельского поселения до его упразднения.

## Население
| 2008 | 2010 | 2014 |
| ---- | ---- | ---- |
| 52   | ↘46  | ↗52  |

Постоянное население составляло 189 человек (1872 год), 280(1897), 330 (1907), 70 в 2002 году (русские 99 %), 20 в 2022.